# Dosantina
Dans le monde de la tauromachie, on désigne par dosantina une passe de muleta de la main droite (derechazo), créée par le portugais Manuel Dos Santos, dans laquelle le matador cite l'animal de dos. 

## Présentation

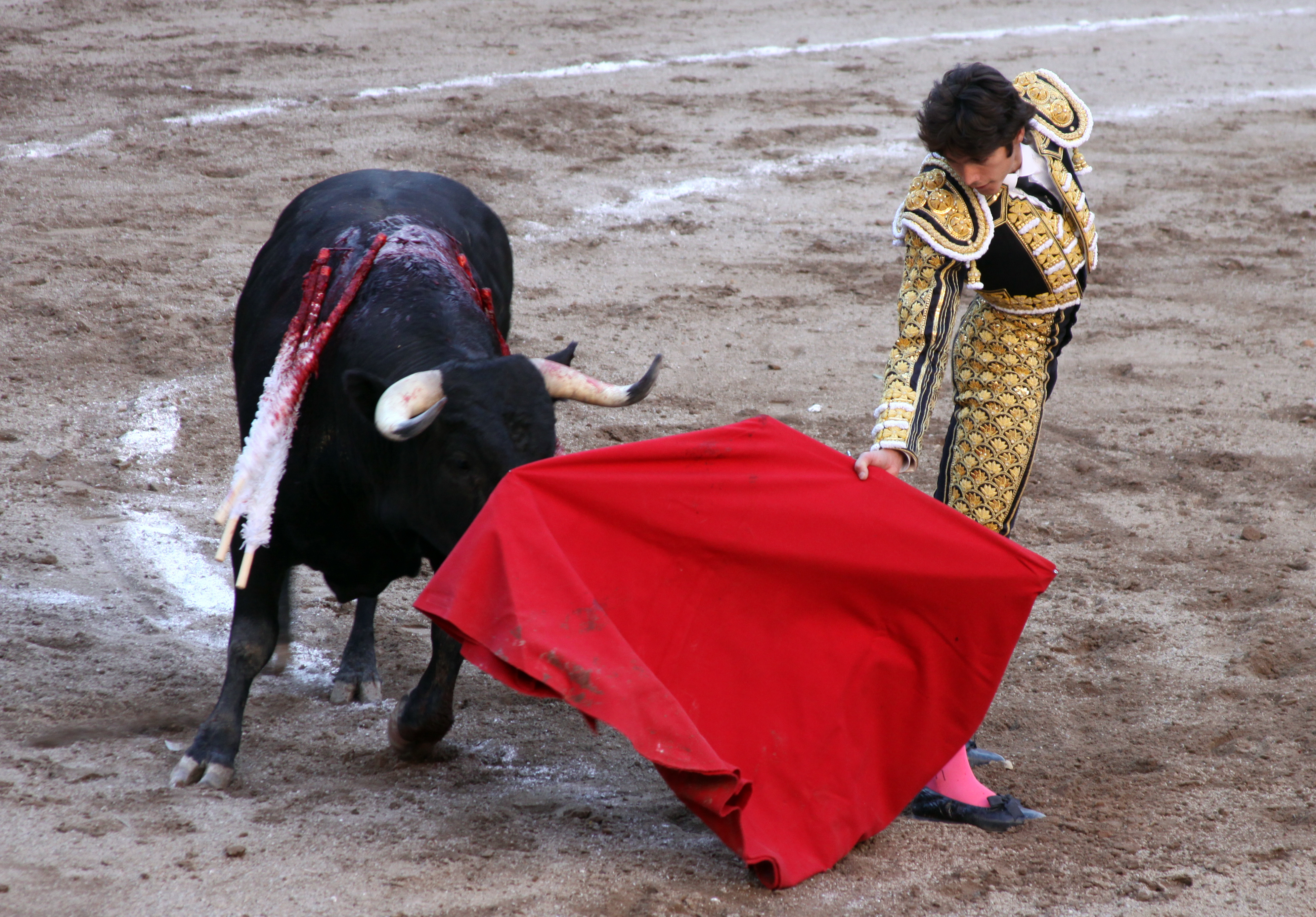
Sébastien Castella dessinant une dosantina

C'est une amélioration de la passe de côté parce que le diestro ne pivote pas et lève moins haut la muleta.
Cette passe a été reprise par « Pedrés » qui la donnait en citant de face, en balançant la muleta derrière son dos, puis en se retournant pour terminer comme Dos Santos. On pense généralement que c'est Luis Miguel Dominguín qui est à l'origine de cette passe car il se l'est appropriée en la transformant : il l'exécutait en lançant la muleta dans son dos, puis il pivotait  pour tourner le dos au taureau et continuer la passe à la manière de Dos Santos.
C'est une passe très utilisée de nos jours, sans que souvent les aficionados en connaissent l'origine, voire le nom. Elle préfigurait les circulaires, pieds joints et de dos (en redondo), qui ont eu tant de succès avec Paco Ojeda, puis José Tomás.